# Стинрод, Норман
Но́рман Эрл Сти́нрод (англ. Norman Earl Steenrod; 22 апреля, 1910; Дейтон, Огайо, США — 14 октября 1971; Принстон, Нью-Джерси, США) — американский математик.

## Биография
Получил образование в Университете Майами в Огайо, Мичиганском университете и Гарвардском университете, после чего перешёл в Принстонский университет, где стал учеником Соломона Лефшеца, защитив диссертацию по универсальным группам гомологий. Работал в Чикагском университете (1939—1942), Мичиганском университете (1942—1947), затем до конца жизни в Принстонском университете.
Практически все работы Стинрода посвящены топологии, особенно алгебраической топологии, и ближайшим дисциплинам, таким как гомологическая алгебра и теория категорий. Большое значение имеют его работы в области когомологических операций. Он ввёл дополнительные операции на кольце когомологий, обобщающие cup-произведения Колмогорова — Александера (т. н. «квадраты Стинрода»), а также ввёл т. н. приведённые степени Стинрода. Большой вклад Стинрод сделал в разработке теории расслоённых пространств, его книга «Топология косых произведений» (в русском переводе так раньше называли расслоения) стала классической. Вместе с Эйленбергом Стинрод создал известную аксиоматику теории гомологий. Также важен его вклад в создание популярной литературы по топологии, где он объясняет основные понятия и некоторые глубокие теоремы на языке, доступном школьнику, но при этом с полной строгостью.

## Книги на русском языке
- Стинрод Н. Топология косых произведений. — М.: ИЛ, 1953. — 274 с.
- Стинрод Н., Эйленберг С. Основания алгебраической топологии. — М.: Физматгиз, 1958. — 403 с.
- Стинрод Н., Чинн У. Первые понятия топологии. Геометрия отображений отрезков, кривых, окружностей и кругов. — М.: Мир, 1967. — 224 с.
- Стинрод Н., Эпстейн Д. Когомологические операции. — М.: Наука, 1983.